# SMS Jaguar
O SMS Jaguar foi um navio canhoneira operado pela Marinha Imperial Alemã e a segunda embarcação da Classe Iltis depois do SMS Iltis e seguido pelo SMS Tiger, SMS Luchs, SMS Panther e SMS Eber. Sua construção começou no início de 1898 na Schichau-Werke em Danzig, sendo lançado ao mar em setembro do mesmo ano e comissionado na frota alemã em abril de 1899. Era armado com quatro canhões de 88 milímetros e seis metralhadoras, possuindo deslocamento de pouco mais de mil toneladas e podendo chegar a uma velocidade máxima de catorze nós.
O Jaguar foi designado para a Esquadra da Ásia Oriental logo depois de entrar em serviço, fazendo parte da força alemã que participou da supressão do Levante dos Boxers na China.  Ele continuou no serviço colonial no Oceano Pacífico, envolvendo-se na supressão de revoltas nas Ilhas Marshall em 1908 e novamente na China em 1911. A Primeira Guerra Mundial começou em 1914 e o Jaguar participou de operações contra a Marinha Imperial Japonesa, sendo deliberadamente afundado em 7 de novembro durante o último dia do Cerco de Tsingtao.